# Heteropterys purpurea
Heteropterys purpurea är en tvåhjärtbladig växtart som först beskrevs av Carl von Linné, och fick sitt nu gällande namn av Carl Sigismund Kunth. Heteropterys purpurea ingår i släktet Heteropterys och familjen Malpighiaceae. Inga underarter finns listade i Catalogue of Life.